# Great Glen Way
Le Great Glen Way est un sentier de grande randonnée en Écosse. Il suit le Great Glen et le canal calédonien, depuis Fort William à l'ouest jusqu'à Inverness à l'est, sur une distance de 127 kilomètres. Ouvert en 2002, il est l'un des Great Trails d'Écosse. Le Great Glen Way est généralement parcouru d'ouest en est suivant la direction des vents dominants.

## Itinéraire

Carte du Great Glen Way.

Partant de l'ancien fort de Fort William, le Great Glen Way suit les rives du Loch Linnhe jusqu'à Corpach où débute le canal calédonien. Passés les huit écluses de l'escalier de Neptune, qui surélèvent le niveau du canal à 19,2 m au-dessus du niveau de la mer, le sentier suit les chemins de halage du canal jusqu'au Loch Lochy où il s'enfonce dans la forêt sur sa rive ouest avant de rejoindre le canal à l'écluse de Laggan. Une variante ici est une excursion vers l'un des munros environnants.
Le sentier emprunte ensuite le chemin de halage jusqu'au pont tournant de Laggan où il traverse l'A82 puis rejoint la rive est du Loch Oich en suivant le tracé d'une ancienne ligne de chemin de fer avant de reprendre le chemin de halage jusqu'à Fort Augustus.
De Fort Augustus, le sentier monte dans la forêt, s'éloignant du canal et des lochs. Après une étape optionnelle à Invermoriston, il rejoint le village de Grotaig et redescend à travers la forêt de Clunebeg jusqu'aux rives du River Coiltie et au pont de Borlum. Passant par Drumnadrochit, village consacré au tourisme lié à Nessie, le Great Glen Way remonte à travers la forêt qu'il serpente jusqu'à son arrivée à Inverness.